# Richtersia elongata
Richtersia elongata är en rundmaskart. Richtersia elongata ingår i släktet Richtersia och familjen Richtersiidae. Inga underarter finns listade i Catalogue of Life.